# Lumnitzera
Lumnitzera  es un género de plantas con flores en la familia  Combretaceae. Comprende 9 especies descritas y de estas, solo 2 aceptadas.

## Descripción
Son árboles que crecen en los manglares, preferentemente en los bajos de marea fangosos de la cuenca Indo-Pacífico.

## Taxonomía
El género fue descrito por Carl Ludwig Willdenow y publicado en Der Gesellsschaft Naturforschender Freunde zu Berlin, neue Schriften 4: 186–187. 1803. La especie tipo es:  Lumnitzera racemosa Willd.
Etimología
Lumnitzera: nombre genérico que fue otorgado en honor  del botánico alemán Stephan Lumnitzer (1750-1806).

## Especies aceptadas
A continuación se brinda un listado de las especies del género Lumnitzera aceptadas hasta julio de 2011, ordenadas alfabéticamente. Para cada una se indica el nombre binomial seguido del autor, abreviado según las convenciones y usos.
- Lumnitzera littorea (Jack) Voigt
- Lumnitzera racemosa Willd.